# 301263 Anitaheward
301263 Anitaheward este o planetă minoră (asteroid) din centura de asteroizi. A fost descoperită pe 30 ianuarie 2009 la Haleakalā Observatory⁠(d) de . 
Obiectul prezintă o orbită caracterizată de o semiaxă mare de 2,3852007502299 UAi, o excentricitate de 0,21921162798428, o înclinație de 9,1495108437596 ° în raport cu ecliptica.